# Gare de Camp-Major
La gare de Camp-Major est une gare ferroviaire française (fermée) de la ligne de Marseille-Saint-Charles à Vintimille (frontière) située sur le territoire de la ville d'Aubagne, près du hameau de Camp Major, dans le département des  Bouches-du-Rhône en région Provence-Alpes-Côte d'Azur.
Elle est mise en service en 1858 par la Compagnie des chemins de fer de Paris à Lyon et à la Méditerranée (PLM). Elle est fermée puis détruite en 1962.

## Situation ferroviaire
Établie à 92 mètres d'altitude, la gare de Camp-Major était située au point kilométrique (PK) 14,8 de la ligne de Marseille-Saint-Charles à Vintimille (frontière), entre les gares de  La Penne-sur-Huveaune et d'Aubagne.

## Histoire
La gare de Camp-Major est inscrite dans le projet définitif de la ligne de Marseille à Toulon concédée à la Compagnie des chemins de fer de Paris à Lyon et à la Méditerranée (PLM). Dans son rapport du 25 juillet 1857, l'ingénieur en chef du contrôle des travaux Guillaume indique qu'elle sera encadrée par les gares, ou stations, de La Penne et Aubagne. La gare est mise en service le 25 octobre 1858, lors de l'ouverture de la section de Marseille à Aubagne. Cinquième station de la ligne, elle est située au hameau de Camp-Major qui compte 50 habitants.
Elle figure dans la nomenclature 1911 des gares, stations et haltes, de la Compagnie des chemins de fer de Paris à Lyon et à la Méditerranée, c'est une station nommée Camp-Major, qui n'est pas ouverte toute la journée, elle est fermée à certaines heures. Elle porte le no 19 de la section de Paris à Marseille et à Vintimille. C'est une station ouverte au service complet de la grande vitesse « à l'exclusion des chevaux chargés dans des wagons-écuries s'ouvrant en bout et des voitures à 4 roues, à deux fonds et à deux banquettes dans l'intérieur, omnibus, diligences, etc. », ce service n'est disponible qu'à certaines périodes affichées dans la station. Il n'y a pas de service de la petite vitesse (PV).
En 1962 les infrastructures de la gare sont détruites pour le passage de l'autoroute.